# Jujuy
Jujuy, al text de la Constitució provincial: Província de Jujuy, és una de les vint-i-tres províncies de la República Argentina, que limita amb Xile a l'oest i amb Bolívia al nord. També és un dels estats autogovernats o jurisdiccions de primer ordre que conformen el país, i un dels vint-i-quatre districtes electorals legislatius nacionals. Compta amb una població de 811.611 habitants (2022) i una superfície de 53 291 km².
Se situa al nord-oest del país, limitant a l'oest amb la República de Xile fins al trifini Cerro Zapaleri, on comença la seva frontera amb Bolívia (cap al nord), i a l'est i sud amb la província de Salta, l'única província argentina amb la qual té frontera. La seva capital i ciutat més poblada és San Salvador de Jujuy, mentre que San Pedro de Jujuy, és el seu segon centre de població més important. La seva economia representa l'1,1% del PBI nacional i el seu territori representa l'1,68 % de la superfície nacional, a més de ser la quarta jurisdicció de primer ordre menys extensa, per davant de Misiones, Tucumán i la ciutat de Buenos Aires.

## Geografia

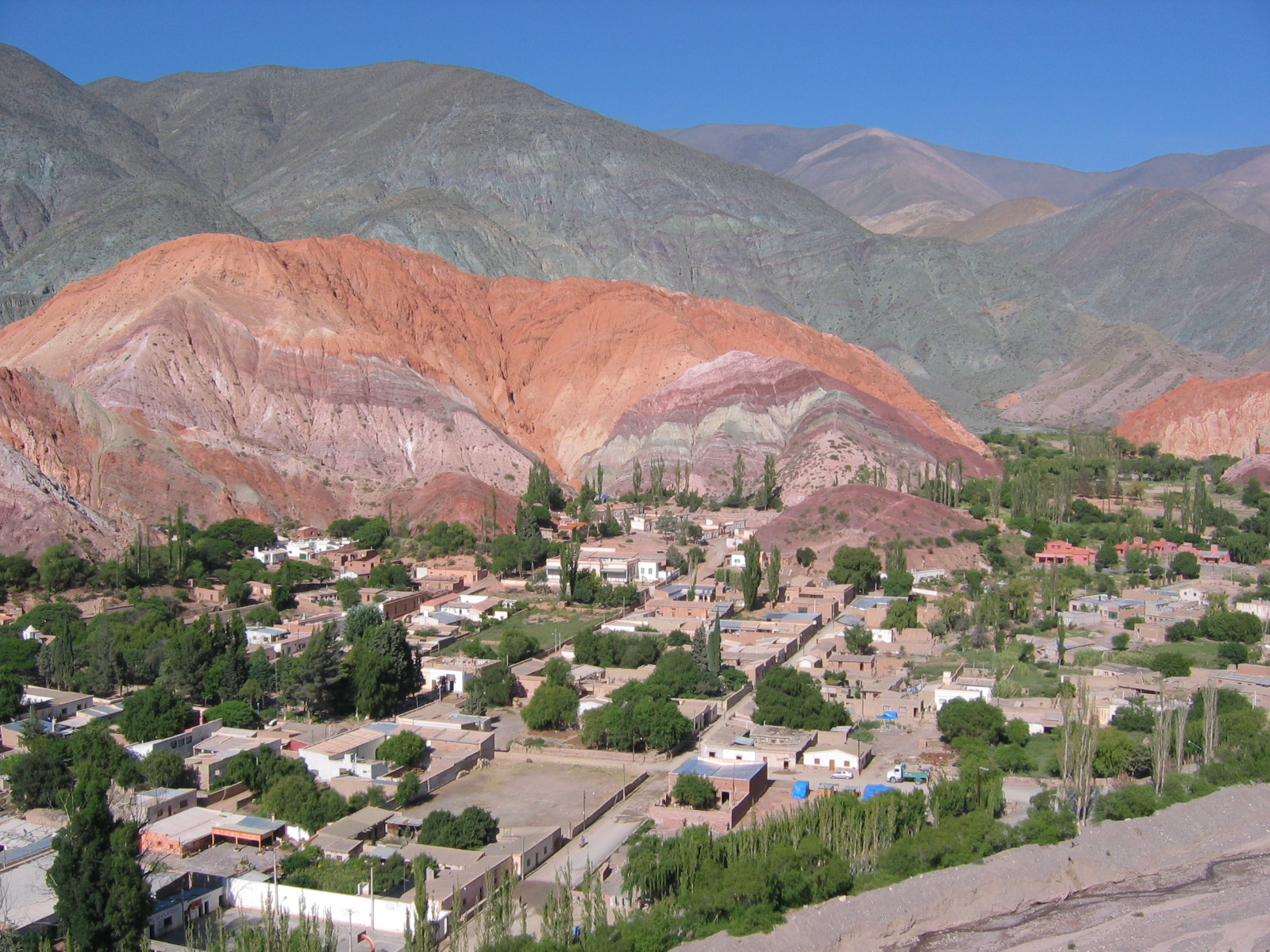
Fotografia del "Cierro de los siete colores"

La província se situa al nord-oest argentí, en un relleu eminentment muntanyós. L'altura puja progressivament d'est a oest, i la zona sud-est és la més baixa, en coincidència amb la vall del riu San Francisco. S'hi reconeixen tres grans unitats:
- Les serres subandines
- La serralada Oriental, on destaca la Quebrada de Humahuaca
- La puna

A la zona de les serres subandines hi ha un clima subtropical, càlid i humit. Jujuy és una de les províncies amb més diversitat climàtica de l'Argentina, ja que inclou diversos ecosistemes ("yunga", "quebrada", puna i valls).

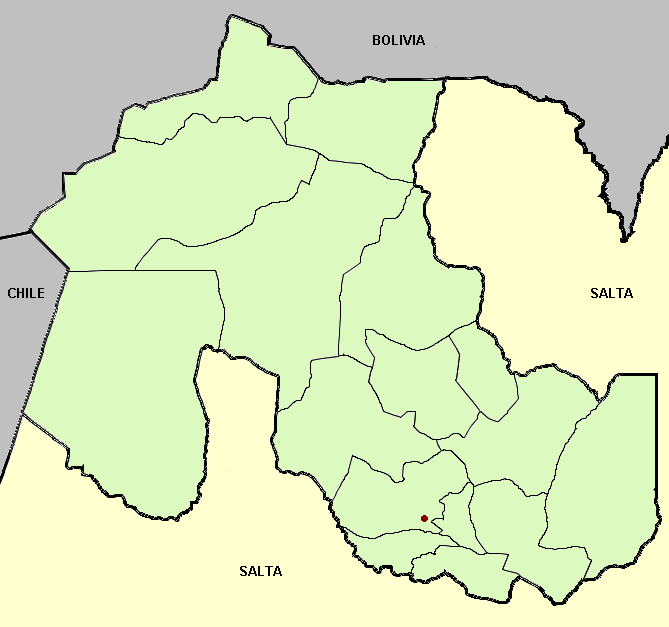
Divisió administrativa i localització de la capital de Jujuy

La província de Jujuy es divideix administrativament en setze departaments, que, al seu torn, es distribueixen en municipis i comissions municipals; són els següents:
1. Cochinoca (Abra Pampa)
2. Doctor Manuel Belgrano (San Salvador de Jujuy)
3. El Carmen (El Carmen)
4. Humahuaca (Humahuaca)
5. Departamento Ledesma (Libertador General San Martín)
6. Palpalá (Palpalá)
7. Rinconada (Rinconada)
8. San Antonio de Jujuy (San Antonio)
9. San Pedro (San Pedro de Jujuy)
10. Santa Bárbara (Santa Clara)
11. Santa Catalina (Santa Catalina)
12. Susques (Susques)
13. Tilcara (Tilcara)
14. Tumbaya (Tumbaya)
15. Valle Grande
16. Yavi (La Quiaca)

Les principals ciutats són:
1. San Salvador de Jujuy (1.259 msnm)
2. San Pedro de Jujuy
3. La Quiaca (3.442 msnm)
4. Ciudad Perico
5. Libertador General San Martín
6. Ledesma
7. Palpalá
8. Alto Comedero
9. Fraile Pintado
10. Caimancito
11. Calilegua
12. Tilcara (2.461 msnm)
13. Humahuaca (2.939 msnm)
14. El Carmen
15. Monterrico
16. Yuto
17. Abra Pampa (3.484 msnm)
18. La Esperanza
19. Palma Sola
20. Santa Clara
21. Purmamarca
22. Casabindo
23. Cochinoca
24. Susques
25. Santa Catalina(Jujuy)
26. Pampa Blanca
27. Puesto Viejo
28. El Aguilar
29. San Antonio de Jujuy

## Història

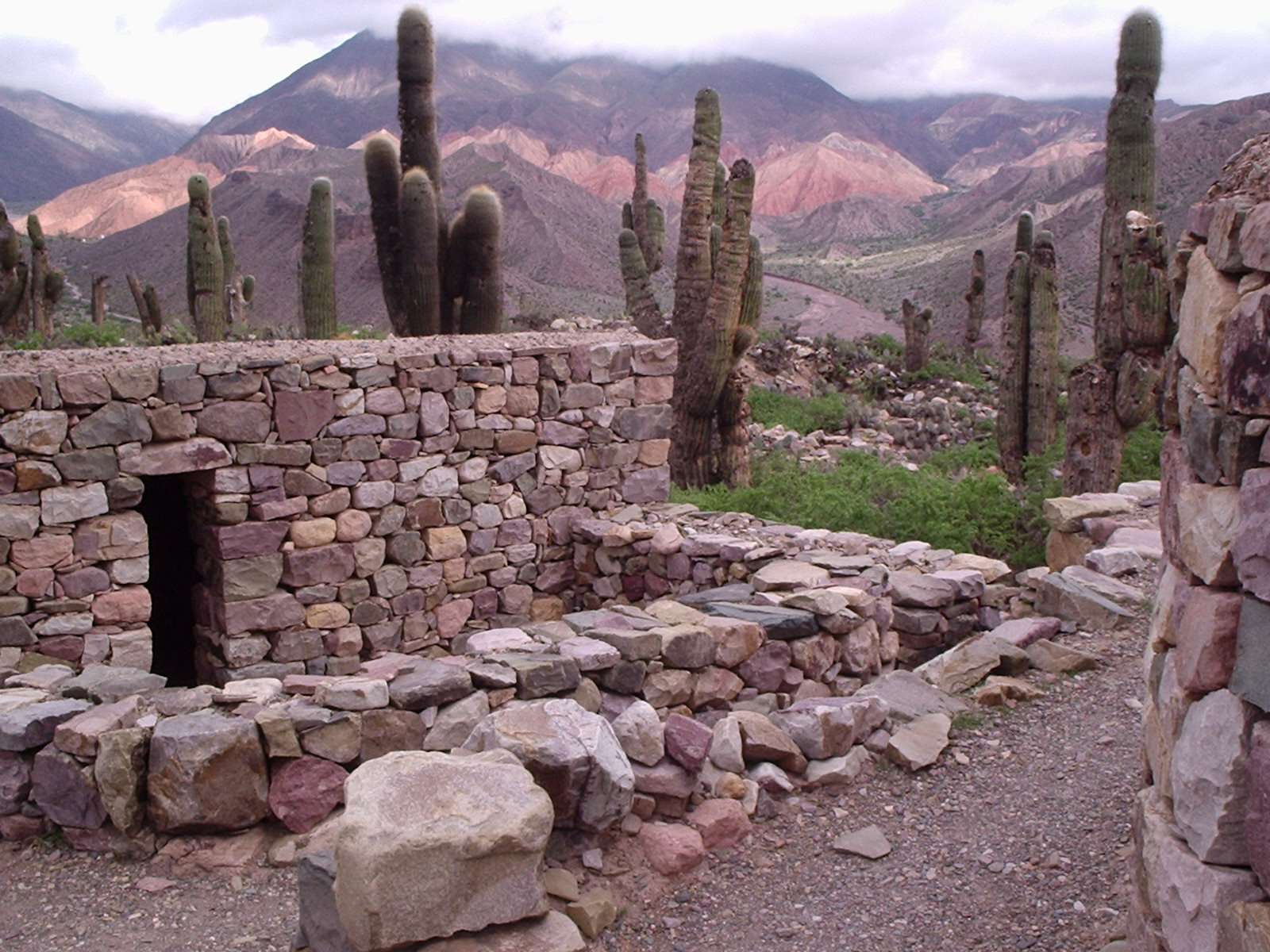
Pucará de Tilcara

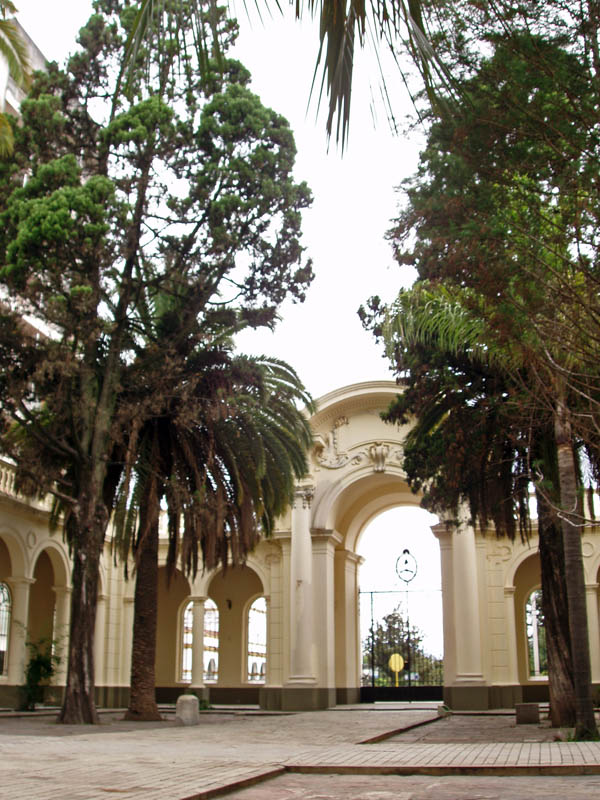
Jujuy

Quan va començar la conquesta espanyola, l'actual territori de Jujuy estava poblat per diversos pobles indígenes. Hi predominaven els omaguacas. Entre les seves parcialitats destacaven els ocloyas, purmamarcas, yavis, yalas, churumatas i jujuyes; d'aquests últims deriva el nom de la província, encara que els atacameños—especialment la parcialitad lipe—eren predominants a la regió de la puna.
Els omaguacas eren una síntesi ètnica de diaguitas i atacameños amb un fort component genètic arawak. La tenaç resistència d'aquestes poblacions va dificultar primer l'avanç dels quítxues i després dels espanyols.
El 1536, Diego de Almagro va recórrer la puna de Jujuy. El 20 d'agost de 1561, Juan Pérez de Zurita va fundar una ciutat amb el nom de Nieva a l'actual territori de Jujuy, entre els rius Grande i Xibi-Xibi, però el 1563 va ser destruïda pels indis. Aquell mateix any, el rei Felip II de Castella va expedir una reial cèdula que determinava els límits jurisdiccionals de la Reial Audiència de Charcas dintre del Virregnat del Perú, que incloïa la governació de Tucumán.
D'aquesta manera, la va separar de Xile, separació que es va completar el 1564, amb el nomenament d'un governador per a la província de Tucumán, Diaguitas i Juríes, amb residència a Santiago del Estero. L'actual territori de Jujuy va quedar inclòs en la nova governació.
L'ordinari d'Omaguaca, Pedro O. de Zárate, va fundar San Francisco de la Nueva Provincia de Álava el 13 d'octubre de 1575 a la zona anomenada Punta de Diamante, on confluïen els rius que actualment travessen la ciutat, (Grande de Jujuy i Xibi Xibi), però a principis del 1566 va tornar a ser destruïda. La resistència dels omahuacas o omaguacas, juntament amb els diaguitas, en l'anomenada guerra Calchaquí, en què participaven els pobles aborígens de Jujuy, va ser encapçalada pels cabdills Kipildor (Quipildor) i Viltipoco. Va ser precisament en aquesta província que els espanyols van tancar el cercle als "calchaquíes" i van fundar el 19 d'abril de 1593, al lloc on hi ha actualment la plaça Belgrano, un dilluns de Pasqua de Resurrecció, sota la invocació del Salvador, Don Francisco de Argañarás i Murguía, la ciutat de San Salvador de Velasco en la vall de Jujuy, que va quedar definitivament establerta.
La regió va formar part del virregnat del Perú fins al 1776, quan la corona espanyola va crear el virregnat del Río de la Plata. En subdividir-se administrativament el virregnat del Río de la Plata, en virtut de la Reial Ordenança d'Intendents del 28 de gener de 1782, l'actual província de Jujuy va quedar situada dintre de la governació intendència de San Miguel de Tucumán. La Reial Cèdula del 5 d'agost de 1783 va suprimir la governació intendència de Tucumán, amb la qual cosa Jujuy, juntament amb Catamarca, Santiago del Estero, Salta, Tucumán i la puna d'Atacama, va passar a integrar la nova governació intendència de Salta de Tucumán, amb seu governativa a Salta.
El 1810, en el moment de la Revolució de Maig, Jujuy, al costat de Tarija, formava la part septentrional de la intendència de Salta de Tucumán. Des del Perú i l'alt Perú, els reialistes espanyols van emprendre onze invasions. La situació dels patriotes americans es va tornar crítica a la zona de Lípez, Tarija i Jujuy, motiu pel qual, el 1812, Manuel Belgrano, comandant l'Exèrcit del Nord, va dirigir l'anomenat Éxodo Jujeño cap a la ciutat de Tucumán. El 24 d'agost de 1812, quan el comandant reialista, el peruà Pío Tristán, va entrar a San Salvador, la va trobar destruïda i deshabitada.
Durant la guerra d'independència, Jujuy va patir onze invasions reialistes espanyoles. La primera invasió reialista a Jujuy, dirigida pels generals Nieto i Córdova, va ser el 1810; la segona invasió la va dirigir el general Pío Tristán el 1812. Per ordre de Belgrano, el poble de Jujuy va protagonitzar l'Éxodo Jujeño, el 23 d'agost. El 1814 hi va haver la tercera, dirigida pels generals Pezuela, Ramírez i Taló. La quarta va ser el 1815 i la va dirigir el general Pezuela.
Entre el 1817 i el 1821, la ciutat de San Salvador de Jujuy va ser ocupada sis vegades per les tropes d'Espanya: entre el 6 de gener i el 21 de maig de 1817 (aquest any es van produir dues invasions reialistes, amb dos combats a la zona de San Pedro de Jujuy, el 15 de gener i el 18 de desembre); entre el 14 i el 16 de gener de 1818; durant tres hores el 26 de març de 1819; entre el 28 de maig i el juny del 1820; el 15 d'abril i entre el 22 de juny i el 14 de juliol de 1821. El 27 d'abril de 1821 es va produir la victòria de les forces de Jujuy en el combat de León, que és recordat com el Dia Gran de Jujuy. El 6 de desembre de 1822, el comandant espanyol Pedro Antonio de Olañeta es va retirar del territori de Jujuy i va posar fi a l'onzena i última invasió reialista de Jujuy.
Després de sostenir diversos conflictes territorials amb la veïna província de Salta (a la qual va estar unida fins aquest any), el 18 de novembre de 1834, el tinent coronel José María Fascio va convocar un "cabildo" obert a Jujuy, que va aprovar l'autonomia i el va nomenar governador. D'aquesta manera, Jujuy va passar a ser una de les catorze províncies fundacionals de l'Argentina.
El 1836, la major part de la província va ser envaïda per les tropes de la Confederació Peruanoboliviana. El 17 de desembre de 1836 es produeix el reconeixement oficial de l'autonomia de Jujuy per part del govern nacional.
El 1876, una rebel·lió indígena en demanda de terres als departaments de Rinconada, Cochinoca i Yavi és brutalment reprimida pel govern provincial després de ser derrotats els rebels en la batalla de Quera. El 1900, rectificacions dels límits internacionals fan que les petites poblacions d'Esmoraca i Estarca quedin dintre de territori bolivià. Pel tractat del 10 de maig de 1889 amb Bolívia, l'Argentina renunciava al seu reclam sobre Tarija, i Bolívia, en compensació, cedia la puna d'Atacama, que estava en poder de Xile després de la guerra del Pacífic (1879-1880). Aquesta maniobra boliviana atorgava a l'Argentina un territori que va formar part del virregnat del Río de la Plata, però que, de fet, estava en mans de Xile, i buscava forçar una guerra entre Xile i l'Argentina.
Com que Xile es va negar a lliurar els territoris cedits per Bolívia, es va decidir sotmetre la qüestió a l'arbitratge del diplomàtic nord-americà William Buchanan, que el 1899 va atorgar a l'Argentina el 75% del territori en disputa, i la resta, a Xile. Per la Llei núm. 3.906 del 9 de gener de 1900 es va organitzar el Territori dels Andes.
Per decret del 12 de maig de 1900, el poder executiu nacional va dividir el Territori dels Andes en tres departaments administratius: el de Susques o del Nord, que limitava a l'est amb la província de Jujuy, la capital del qual seria el poblat de Susques; el departament de Pastos Grandes o del Centre, que limitava amb la província de Salta, i el departament d'Antofagasta de la Sierra o del Sud, que limitava amb la província de Catamarca. La província de Salta va cedir San Antonio de Los Cobres (aproximadament, 5.500 km²) per la llei núm. 4.059 de 1902 perquè fos la capital del territori, i va formar un quart departament al Territori dels Andes.
El 1943, dissolta la governació dels Andes, Jujuy rep el departament de Susques.

## Disputa de límits amb Salta
Les quatre zones per les quals hi havia diferències limítrofes entre les províncies de Salta i de Jujuy van rebre un laude de l'Institut Geogràfic Militar el 12 d'agost de 1948 per a la Zona I, del 28 d'abril de 1949, per a la Zona II, del 7 d'octubre de 1952 per a la Zona III i del 12 de maig de 1953 per a la Zona IV.
A conseqüència de la inundació que hi va haver el 1957 va canviar el curs del riu Las Piedras, i els terrenys de la Colònia Agrícola de Yuto de Jujuy van quedar situats al marge esquerre del nou curs, a les zones denominades La Isla i El Bolsón.
A causa de disputes de jurisdicció judicial, l'11 de març de 1983, els governadors de Salta i Jujuy van firmar una declaració conjunta en la qual van acordar mantenir l'statu quo, pel qual el límit interprovincial va continuar sent la llera històrica del riu Las Piedras, anterior a la inundació de 1957, com establia la Reial Cèdula de la Corona espanyola de l'any 1797, que va aprovar la fundació d'Orà de 1725.
La zona limítrofa en disputa és a prop de la localitat d'Urundel, al departament d'Orà, a la província de Salta ja al Talar, departament de Santa Bárbara, a la província de Jujuy. A finals del 2005, forces policials de totes dues províncies estaven apostades a la zona.

## Economia
L'estructura econòmica es basa en les activitats primàries. Entre els cultius s'hi troben la canya de sucre i el tabac, seguits dels cítrics com produccions "tradicionals" (encara que modernes, ja que daten del segle xx) de la província.
A això, s'hi ha de sumar la producció de combustibles, com petroli i gas, i la tradicional activitat minera, que explota jaciments de plom, plata, coure, or, salnitre, potassi i bòrax. A la serralada Oriental destaca la producció de metalls com ferro, zinc, plata i plom, a les mines de Zapla i El Aguilar, i a la puna destaca la producció de sal.
L'activitat comercial es concentra als voltants de la capital provincial, on hi ha la planta siderúrgica de Palpalá, i al sector oriental, a la zona de la vall del riu San Francisco, destaca la indústria agroalimentària.
La situació de Jujuy és comercialment estratègica. La Quebrada de Humahuaca, al nord, i el pas de Jama, a l'oest, són dues rutes comercials practicables en qualsevol estació de l'any, i presenten un trànsit intens. Els atractius paisatges i les tradicions ancestrals d'aquesta província argentina fan que sigui un pol turístic a escala mundial.

## Turisme
Entre els atractius turístics de la província hi ha la Llacova de Humahuaca, que es destaca per la seva bellesa paisatgística i el seu ric patrimoni cultural. També resulta interessant fer un recorregut per la zona de yunga i de puna, uns paisatges totalment diferents que van de la selva exuberant a un territori desolat. A la yunga hi ha el Parc Nacional Calilegua, i a la puna, la Reserva Natural Nacional Laguna de Pozuelos i la Reserva Provincial de la Llacuna Guayatayoc.
La Quebrada de Humahuaca va ser declarada l'any 2003 Patrimoni Natural i Cultural de la Humanitat per la UNESCO.

## Bandera provincial
La província de Jujuy és custòdia de la primera bandera de la República Argentina, distinció que li va ser atorgada pel general Manuel Belgrano, que en va ser el creador.
L'emblema va ser conservat durant molts anys en diferents llocs: l'edifici de l'antic ajuntament, l'església Matriu, la legislatura, fins al 20 d'abril de 1927 es va inaugurar el saló especialment dedicat a la seva guarda i veneració.
La Llei provincial núm. 4816 del 29 de novembre de 1994 sancionada per la legislatura provincial diu:
Article 1: S'adopta la ''BANDERA NACIONAL DE LA NOSTRA LLIBERTAT CIVIL'', anomenada així per l'ajuntament de la ciutat de San Salvador de Jujuy en l'acta del 25 de maig de 1813 i que va ser donada aquesta ciutat i al seu poble pel general Manuel Belgrano com a BANDERA DE LA PROVÍNCIA DE JUJUY.
Article 3: La bandera provincial serà representada en una tela blanca que reprodueix exactament l'escut que té pintat el pavelló donat pel general Manuel Belgrano; no s'admeten inscripcions a la tela ni serrells afegits als contorns.

## Persones il·lustres
- Jorge Cafrune (1937-1978), cantant i folklorista